# Mr. Wrestling II
John Francis Walker né le 10 septembre 1934 à Charleston (Caroline du Sud) et mort le 10 juin 2020 à Mililani (Hawaï), est un catcheur américain. 
Il est principalement connu pour avoir porté le masque de Mr. Wrestling II.

## Jeunesse
John Francis Walker grandit à Hawaï. Le 8 août 1953, la police le suspecte de viol en réunion d'une adolescente de 15 et l'arrête. Cependant, il n'est pas poursuivi mais reste toute sa vie sur la liste des délinquants sexuel.